# Модесто Рафаэл дос Сантос, Мишел
Мише́л Аугу́сто Моде́сто Рафаэ́л дос Са́нтос (порт.-браз. Michel Augusto Modesto Rafael dos Santos; 20 мая 2003, Аваре) — бразильский футболист, защитник клуба «Палмейрас».

## Клубная карьера
Мишел — воспитанник клуба «Палмейрас». 9 мая 2021 года в поединке Лиги Паулиста против «Понте-Прета» Аугусто дебютировал за основной состав. 1 декабря в матче против «Куяба» он дебютировал в бразильской Серии A.

## Международная карьера
В 2023 году в составе олимпийской сборной Бразилии Мишел стал победителем Панамериканских игр в Чили. На турнире он сыграл в матчах против команд США, Колумбии, Мексики и Чили.

## Достижения
Международные
 Бразилия (до 23)
- Победитель Панамериканских игр — 2023